# Atlanta Peachtree
Atlanta Peachtree (ang: Peachtree Station) – stacja kolejowa w Atlancie, w stanie Georgia, w Stanach Zjednoczonych. Jest obsługiwana przez pociąg pasażerski Crescent. Adres ulicy to 1688 Peachtree Street, w Brookwood, między Buckhead i Midtown.
Zaprojektowana przez architekta Neel Reid, została zbudowana w 1918 roku jako przystanek podmiejski na północnej części miasta na Southern Railway, których głównym przystanek był Terminal Station w centrum. Nowa stacja została formalnie nazwana Peachtree Station przez Southern, ale nieoficjalnie to powszechnie określane jako Brookwood Station. Terminal Station zamknięto w 1970 roku, w czasie którym Peachtree Station stał się jedyną stacją pasażerską w Atlancie nadal otwartą. Amtrak przejął Crescent z Southern w 1979 roku i stał się najemcą stacji.
Pasażerowie Amtrak często zwracają uwagę, że stacja jest mała i kładka znajduje się daleko od torów, wymagająca użycia długich schodów lub windy. Projekt ten odzwierciedla pierwotną intencję stacji podmiejskich i znacznie mniejszych rozmiarów Atlanty na przełomie XIX i XX wieku.
Wnętrze stacji przeszło szeroką przebudowę w ramach przygotowań do Olimpiady 1996, która odbyła się w Atlancie.
Od pewnego czasu pojawiły się propozycje nowych stacji Amtrak w centrum miasta (Atlanta Multimodal Passenger Terminal w pobliżu Five Points), jednak ostateczny plan musi zostać jeszcze uzgodniony.
W kwietniu 2011 r. miasto Atlanta złożyło wniosek o dotację na kwotę 22,5 mln dolarów na przeniesienie stacji około 1 milę na południe do Northside Drive i 17th Street, w pobliżu Atlantic Station.
Spośród pięciu stacji Georgii obsługiwanych przez Amtrak, Atlanta był najbardziej ruchliwą w 2010 r., z około 310 pasażerów dziennie.